# Michal Stark
Michal Stark es un deportista checo que compitió en ciclismo adaptado en las modalidades de pista y ruta. Ganó una medalla de bronce en los Juegos Paralímpicos de Sídney 2000 en la prueba de persecución individual (clase LC3).

## Palmarés internacional
| Juegos Paralímpicos | Juegos Paralímpicos | Juegos Paralímpicos | Juegos Paralímpicos        |
| Año                 | Lugar               | Medalla             | Prueba                     |
| ------------------- | ------------------- | ------------------- | -------------------------- |
| 2000                | Sídney (Australia)  | Medalla de bronce   | Persecución individual LC3 |